# Ђови (Ђенова)
Ђови је насеље у Италији у округу Ђенова, региону Лигурија.
Према процени из 2011. у насељу је живело 412 становника. Насеље се налази на надморској висини од 365 м.